# Vườn quốc gia Diawling
Vườn quốc gia Diawling là một vườn quốc gia ở tây nam Mauritanie trong khu vực hành chính Trarza trên biên giới với Senegal. Nó bao gồm vùng đồng bằng của thung lũng sông Senegal, trong mùa mưa nơi đây chủ yếu là các hồ lớn.
Vườn quốc gia Diawling được thành lập vào năm 1990, và từ năm 1994 nơi đây đã là một khu ngập nước quan trọng theo Công ước Ramsar. Nó nằm ở huyện Keur Massène (Moughataa). Vùng đất ngập nước có diện tích 16.000 ha, ngoài ra là một khu vực 30.000 ha là các cồn cát và rừng ngập mặn. Màng gần nhất là Keur Massène ở phía bắc và Ndiago phía nam. Tổng cộng vườn quốc gia được bao quanh bởi 21 ngôi làng, có dân số được đưa ra vào năm 2005 là 19.000 người.
Từ năm 2005, Diawling cùng với Di sản thế giới tại Senegal là Khu bảo tồn chim quốc gia Djoudj là khu dự trữ sinh quyển xuyên biên giới. Theo điều tra vào tháng 1 năm 2010, vườn quốc gia này là nơi sinh sống của 105 loài, trong đó có 92 loài chim mặt nước với 237.755 con, của các loài chim, hơn một nửa trong số đó là các loài bồ nông, cò đen và cò. Ngoài ra, nơi đây còn có một số lượng lớn quần thể quan trọng của cá và động vật linh trưởng, lợn rừng và lưỡng cư.
Đây là một trong hai vườn quốc gia cùng với Vườn quốc gia Banc d'Arguin là hai vườn quốc gia của Mauritanie cung cấp một môi trường sống quan trọng cho các loài chim di cư nói riêng và ở Tây Phi nói chung.